# Gennadi Karponossov
Gennadi Michajlovitsj Karponossov (uitspraakⓘ) (Russisch: Геннадий Михайлович Карпоносов; Moskou, 21 november 1950) is een Russisch voormalig kunstschaatser.

## Biografie
Karponossov nam samen met Jelana Zjarkova deel aan internationale kampioenschappen in de periode 1969 tot en met 1972 en behaalden samen meerdere top tien plaatsen. Karponossov ging vervolgens een paar vormen met zijn toekomstige vrouw Natalja Linitsjoek. Samen wonnen ze meerdere medailles op internationale kampioenschappen, wereldtitels in 1978 en 1979 en olympisch goud in 1980. Tegenwoordig coacht Karponossov samen met zijn vrouw ijsdansers.

## Belangrijke resultaten
1968-1972 met Jelana Zjarkova
1972-1981 met Natalja Linitsjoek
| Kampioenschap          | 68/69 | 69/70 | 70/71 | 71/72 |       | 73/74 | 74/75 | 75/76 | 76/77  | 77/78 | 78/79  | 79/80 | 80/81 |
| ---------------------- | ----- | ----- | ----- | ----- | ----- | ----- | ----- | ----- | ------ | ----- | ------ | ----- | ----- |
| Olympische Spelen      |       |       |       |       |       |       | 4e    |       |        |       | Goud   |       |       |
| Wereldkampioenschap    |       | 8e    | 8e    | 8e    | Brons | 4e    | 5e    | Brons | Goud   | Goud  | Zilver |       |       |
| Europees Kampioenschap | 11e   | 6e    | 6e    | 6e    | Brons | Brons | Brons | Brons | Zilver | Goud  | Goud   | Brons |       |

1976: Ljoedmila Pachomova / Aleksandr Gorsjkov ·
1980: Natalja Linitsjoek / Gennadi Karponossov ·
1984: Jayne Torvill / Christopher Dean ·
1988: Natalja Bestemjanova / Andrej Boekin ·
1992: Marina Klimova / Sergej Ponomarenko ·
1994: Oksana Grisjtsjoek / Jevgeni Platov ·
1998: Oksana Grisjtsjoek / Jevgeni Platov ·
2002: Marina Anissina / Gwendal Peizerat ·
2006: Tatjana Navka / Roman Kostomarov ·
2010: Tessa Virtue / Scott Moir ·
2014: Meryl Davis / Charlie White ·
2018: Tessa Virtue / Scott Moir ·
2022: Gabriella Papadakis / Guillaume Cizeron